# Louise Fréchette
Louise Fréchette (født 16. juli 1946 i Montréal) er en canadisk diplomat, der var vicegeneralsekretær i FN 1997–2006.
Hun studerede ved Université de Montréal (historie) og Europakollegiet (europæiske studier), og trådte inn i den diplomatiske tjeneste i 1971. Hun blev canadisk ambassadør til Argentina i 1985 og FN-ambassadør i 1992.
I 1995 blev hun assisterende vicefinansminister, og senere viceforsvarsminister.